# Benaceur
Pour les articles homonymes, voir Benaceur (homonymie).
Cet article possède un paronyme, voir Bennaceur.
Benaceur est une commune de la wilaya de Touggourt en Algérie.